# Peterson Space Force Base

i7
i11
i13
Die Peterson Space Force Base (kurz Peterson SFB, IATA-Code: COS, ICAO-Code: KCOS)  ist ein Stützpunkt der US Space Force im El Paso County (Colorado) in der Nähe von Colorado Springs.

## Geschichte
Die Basis wurde am 28. April 1942 als Colorado Springs Army Air Base auf dem Stadtflughafen Colorado Springs (Colorado Springs Municipal Airport), welcher seit 1926 existiert, angelegt. Der Standort diente als Trainingsstützpunkt für die Photo Reconnaissance Operational Training Unit der US Army Air Forces. Am 13. Dezember 1942 wurde die Basis im Andenken an einen verunglückten Militärflieger, der sein Leben bei einem Flugzeugabsturz auf dem Stützpunkt verlor, in Peterson Army Air Base umbenannt. Ende 1943 nutzte die 383rd Bobardement Group den Stützpunkt für die Ausbildung von B-24-Kampfpiloten. Wenig später kam die 268th Army Air Forces Base Unit dazu, welche P-40-Piloten ausbildete.
Mit dem Ende des Zweiten Weltkrieges wurde die Basis am 31. Dezember 1945 geschlossen, aber schon zwei Jahre später für die Fifteenth Air Force wieder aktiviert. Mit einer zwischenzeitlichen Inaktivität von 8 Monaten wurde die Basis 1949 wieder geschlossen, als die Einheit zur March Air Reserve Base zog. Mit der Eröffnung der Ent Air Force Base 1951 wurde auch der Stützpunkt auf dem Stadtflughafen Colorado Springs wieder reaktiviert. Im April 1975 wurde die Ent Air Force Base geschlossen und der 46th Aerospace Defense Wing zum Peterson Field verlegt, welcher kurz darauf in Peterson Air Force Base umbenannt wurde. Fortan leitete das Air Defense Command den Stützpunkt, bis das Strategic Air Command die Basis am 1. Oktober 1979 übernahm. Drei Jahre später wurde das Air Force Space Command auf der Basis gegründet, welches, bis zur Gründung der United States Space Force, die Weltraumabteilung der US-Luftwaffe war.
Mit der Errichtung der US Space Force im Jahre 2019 wurde der Stützpunkt ein wichtiger Standort der Weltraumstreitkräfte und daher am 26. Juli 2021 in Peterson Space Force Base umbenannt.

## Stationierte Einheiten
Auf der Peterson Space Force Base sind folgende Einheiten stationiert:

### United States Space Force
- Space Operations Command
  -  Space Delta 2
  -  Space Delta 3
    - 16th Space Control Squadron

  -  Space Delta 7
- Peterson-Schriever Garrison
  -  21st Space Wing
    -  21st Mission Support Group
      - 21st Contracting Squadron
      - 21st Logistics Readiness Squadron
      - 21st Communications Squadron
      - 21st Operations Support Squadron
      - 21st Civil Engineer Squadron
      - 21st Force Support Squadron
      - 21st Security Forces Squadron
      - 21st Comptroller Squadron
      - 21st Force Support Squadron

    -  21st Medical Group
      - 21st Healthcare Operations Squadron
      - 21st Medical Squadron
      - 21st Medical Support Squadron

    -  721st Operations Group
      - 4th Space Control Squadron

  -  76th Space Control Squadron

### United States Air Force
- 302nd Airlift Wing
- 310th Space Wing
- 367th USAF Recruiting Squadron
- 561st Network Operations Squadron

### United States Army
- United States Army Space and Missile Defense Command
  -  1st Space Brigade (Teile der Einheit)

### Verteidigungsministerium
- United States Northern Command
- North American Aerospace Defense Command

## Sonstiges

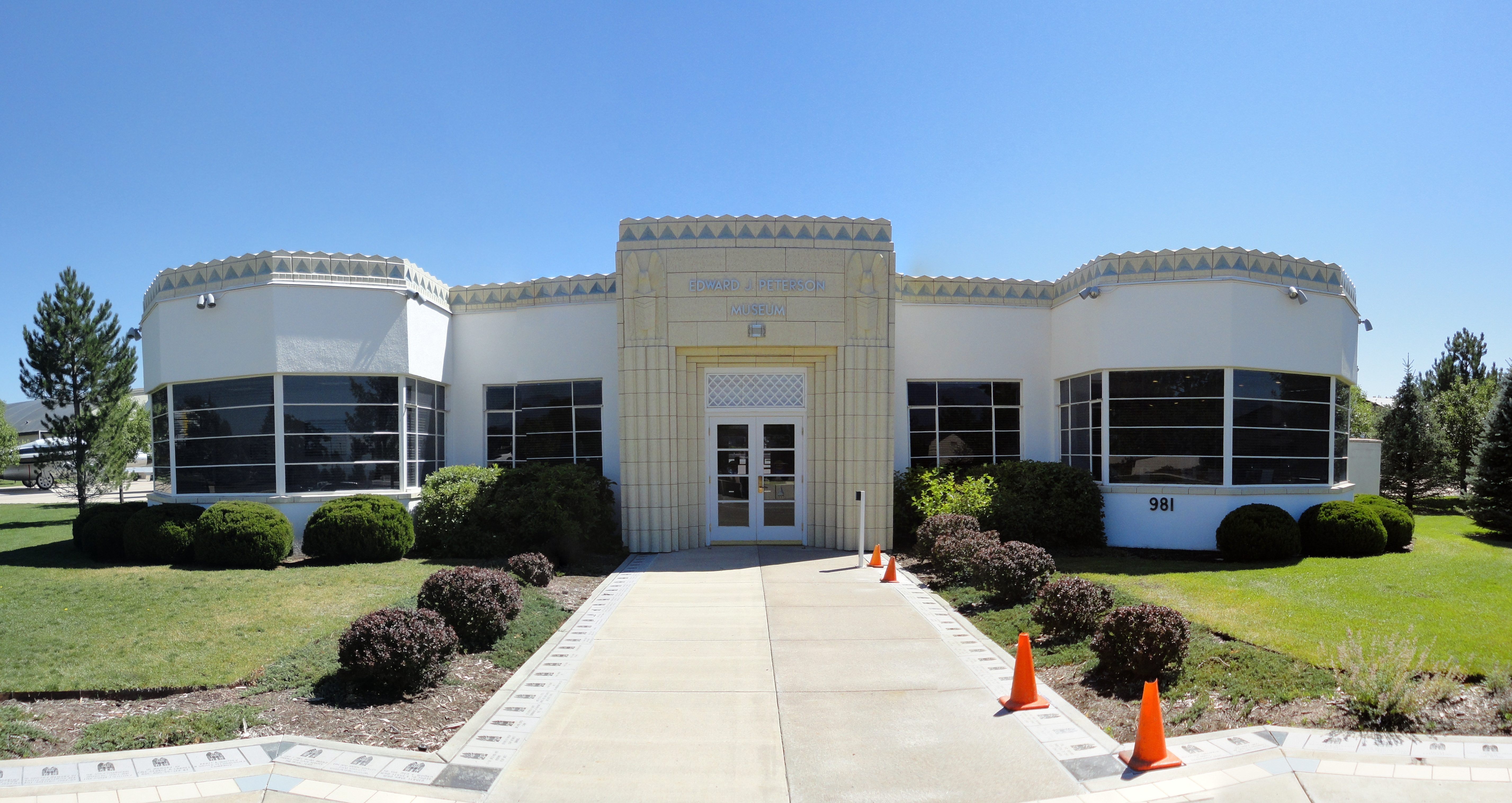
Front Ansicht des Peterson Air and Space Museums

Auf dem Gelände befindet sich das Peterson Air and Space Museum, welches seit 1982 existiert und in einem 8,3 Hektar großen Historic District liegt.

## Filme
- Independence Day, USA 1996. Die Basis wird dort unter den Namen „Norad“ erwähnt
- Stargate – Kommando SG-1, USA/Kanada ab 1997. Der nahegelegene Cheyenne Mountain, in dem das ehemalige Hauptquartier des „Air Force Space Command“ stationiert war, wird in der Serie gezeigt